# Жанна-Женев'єва Лябросс
Жанна-Женев'єва Лябросс (фр. Jeanne Geneviève Labrosse; 7 березня 1775, Париж — 14 червня 1847, Париж) — французька аеронавтка і парашутистка. Перша жінка в світі, яка здійснила успішний стрибок з парашутом. Одна з перших жінок, які літали на повітряних кулях і фахово займались повітроплаванням. Дружина першого в світі парашутиста Андре-Жака Гарнерена.

## Життєпис

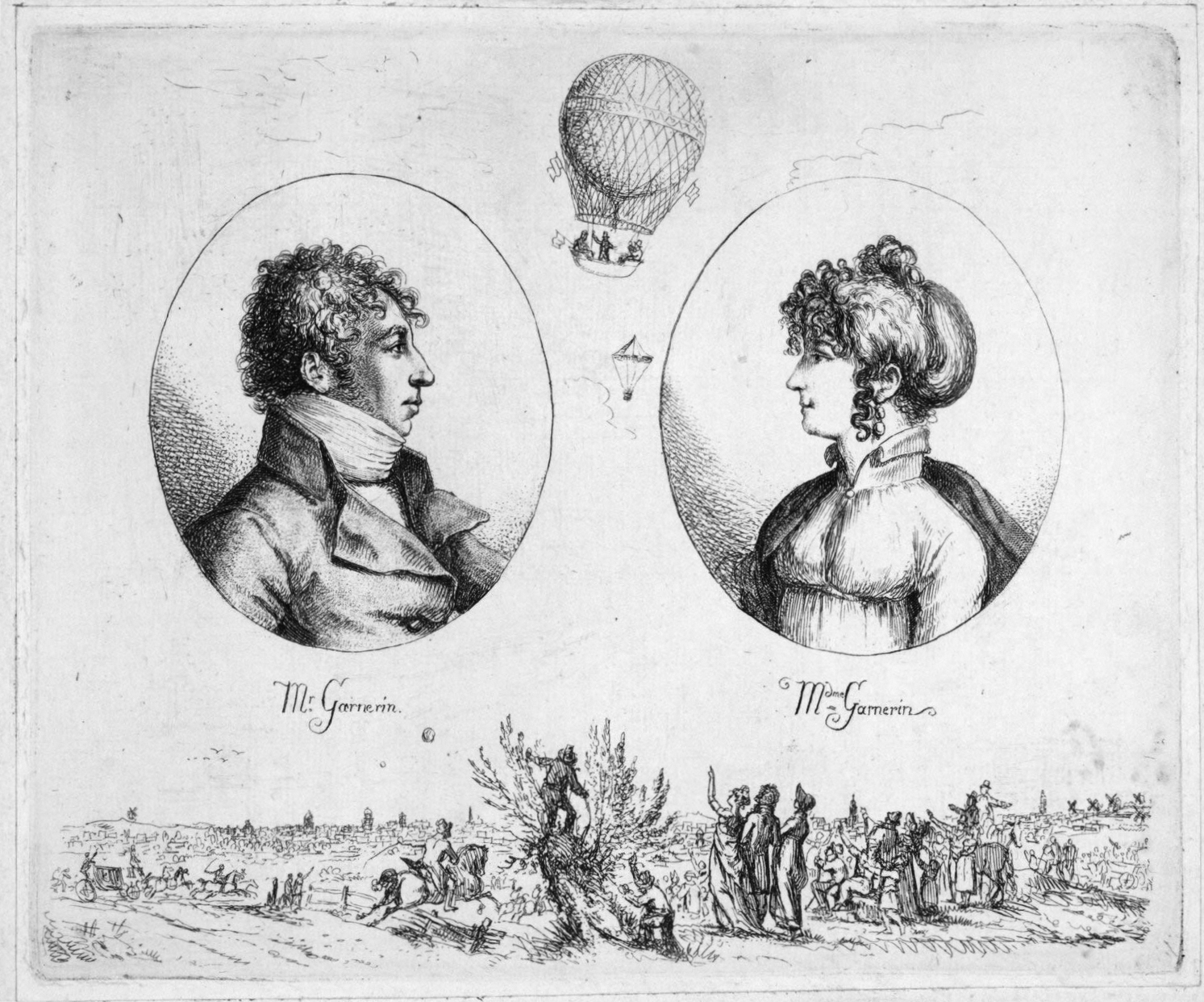
Андре-Жак Гарнерен та мадам Жанна-Женев'єва Гарнерен(Лябросс), (гравюра намальована в Німеччині приблизно в 1803 році)

Жанна-Женев'єва Лябросс народилась в 1775 році у Франції. Про її дитинство, юність і життя до одруження з Андре-Жаком Гарнереном відомо небагато. 22 жовтня 1797 року вона була серед натовпу глядачів, які із захопленням спостерігали за першим стрибком Андре-Жака Гарнерена з парашутом над парком Монсо в Парижі. Згодом, познайомившись з Андре-Жаком, вона вийшла за нього заміж і стала більш відомою як «мадам Гарнерен» або Жанна-Женев'єва Гарнерен.

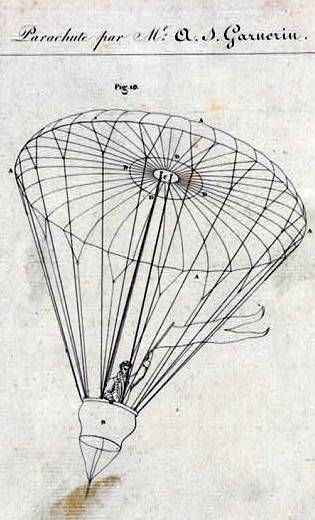
Малюнок парашута Гарнерена з яким здійснювала свої стрибки Жанна-Женев'єва Лябросс (намальовано між 1795—1802 роками)

Після одруження, Жанна-Женев'єва стала допомагати чоловіку в організації його показових польотів і стрибків з парашутом. 10 листопада 1798 року вона здійснила свій перший політ на повітряній кулі і стала однією з перших жінок в світі, яким підкорилось це досягнення.(поряд з Елізабет Тібль, Софі Бланшар та Елізою Гарнерен).

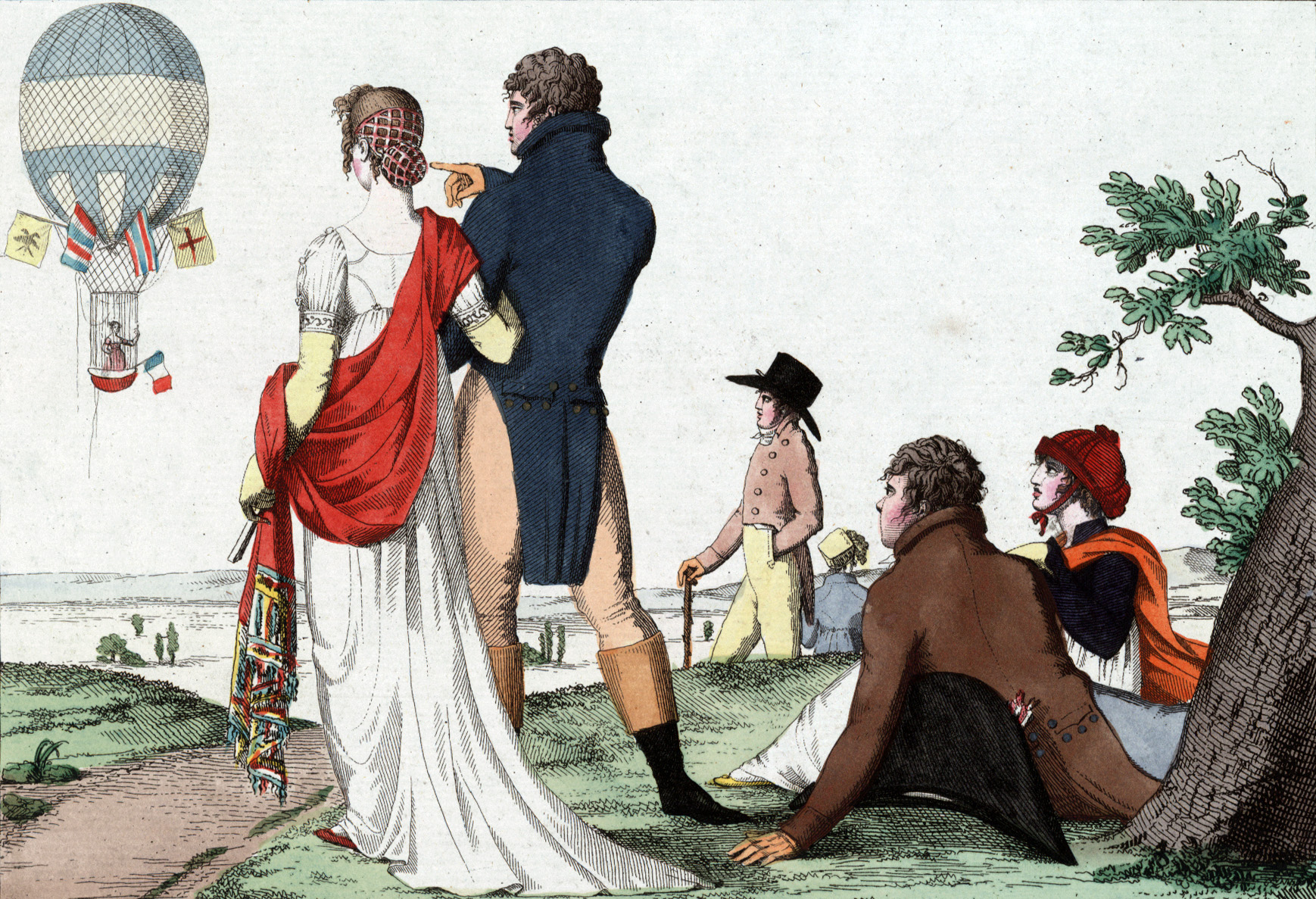
Глядачі спостерігають політ на повітряній кулі французької аеронавтки і парашутистки Жанни-Женев'єви Гарнерен(Лябросс), 28 березня 1802 року (малюнок створено між 1874—1876 роками)

12 жовтня 1799 року Жанна-Женев'єва Лябросс стала першою жінкою в світі, яка здійснила успішний стрибок з парашутом. В гондолі власної повітряної кулі, вона піднялась на висоту 900 метрів, після чого вистрибнула з неї й успішно приземлилась недалеко від місця старту. Після цього досягнення, стрибки Жанни-Женев'єви стали традиційним елементом програми на показових шоу сім'ї Гарнеренів і вона здійснила чимало спусків з парашутом у багатьох містах Франції та Європи.
11 жовтня 1802 року Жанна-Женев'єва подала заявку на патент парашута від імені свого чоловіка. В цій заявці, вона детально описала й сам пристрій:
|  | «Пристрій під назвою «парашут» - призначений для сповільнення падіння корзини(гондоли) після розриву оболонки повітряної кулі. Його життєво важливими елементами є купол із тканини, що підтримував кошик в повітрі та дерев’яне кільце зовні парашута, що використовувалось для його відкриття під час спуску...». |

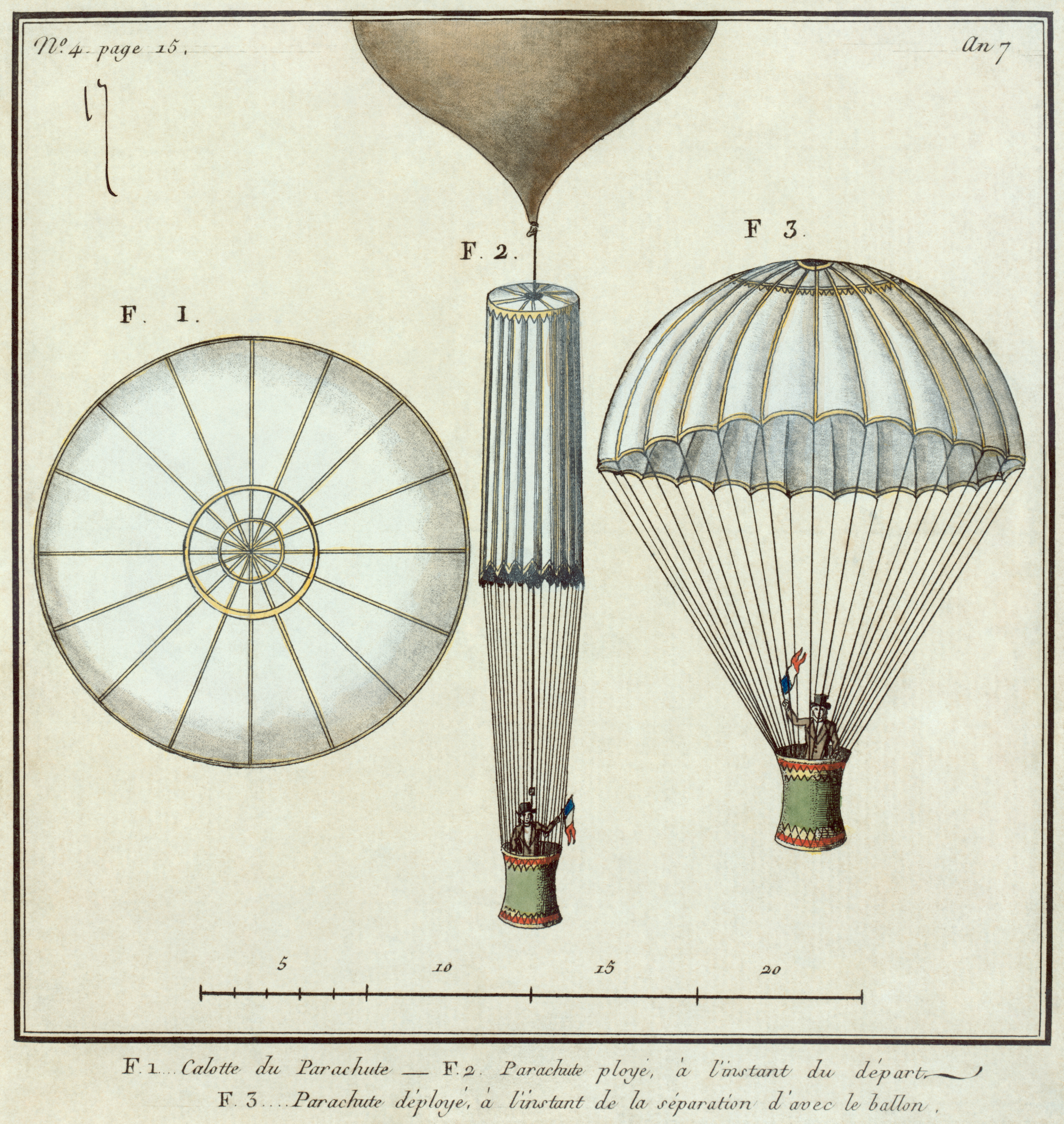
Схематичний малюнок першого парашута Гарнерена (намальований між 1802—1850 роками)

В 1802 році Гарнерени вдало використали Ам'єнське перемиря між Францією і Британією й здійснили тур з показовими польотами в Англії. Жанна-Женев'єва супроводжувала Гарнерена в його третьому польоті над Лондоном, а один з її стрибків в Англії, був здійснений з висоти близько 8000 футів (2438 метрів). Коли в 1803 році війна між Францією і Великобританією відновилась, пара була змушена покинути Англію і повернутись у Францію, де вони продовжували здійснювати свої показові польоти і стрибки з парашутом.
Після трагічної смерті свого чоловіка в серпні 1823 року, Жанна-Женев'єва познайомилась з Марі-Терезою Фігер — французькою героїнею і жінкою, яка добровільно стала солдатом французької армії й брала участь в Французьких революційних та Наполеонівських війнах. Разом з Марі, Жанна-Женев'єва відкрила й керувала невеликим рестораном в Парижі. Також, вона підтримувала стосунки з своєю племінницею Елізою Гарнерен, яка якраз активно влаштовувала власні польоти і стрибки з парашутом.
В червні 1847 року Жанна-Женев'єва Лябросс померла в Парижі. 17 жовтня 2006 року на її честь названо вулицю у французькому містечку Віссу.